# Edyta Górniak
Edyta Anna Górniak (Ziębice, 14 de Novembro de 1972) é uma cantora polaca. Em maio de 1995 gravou o seu primeiro álbum, intitulado Dotyk.

## Biografia

### O amor pela música
Uma das mais reconhecidas e surpreendentes cantoras polacas, Edyta Górniak ganhou notoriedade no final da década de 80, quando venceu um concurso televisivo de talentos na televisão polaca denominado “Śpiewać każdy może” (Toda a gente pode cantar). Nascida em Ziębice, na Polónia, a 14 de Novembro de 1972, Edyta teve o seu nome escolhido pela sua avó, inspirada pelo nome de Édith Piaf. O amor da cantora pela música começou assim a mostrar-se desde muito cedo. Aos 14 anos Edyta formou a sua primeira banda, contudo, o reconhecimento do público materializou-se somente anos mais tarde.
Em 1990, Górniak iniciou uma promissora carreira como cantora a solo, já depois de ter garantido a participação no espectáculo musical polaco “Metro”. Desde então, a cantora dedicou-se às actuações ao vivo, nos melhores espaços de espectáculo de Varsóvia. Após quase três anos a actuar em “Metro”, que chegou mesmo até à Broadway, Edyta foi até convidada pela agência Elite para ser modelo. A jovem cantora, que alia a beleza física a uma estonteante qualidade vocal, recusou a oportunidade de entrar nas passerelles para dedicar-se em pleno à sua carreira de cantora. Os desejos de Górniak materializaram-se de forma ainda mais sólida quando conseguiu garantir o lugar de representante da Polónia no concurso da Eurovisão, realizado em Dublin. A sua interpretação de “To nie ja!” valeu-lhe o segundo lugar na mostra de talentos televisiva, e despertou ao mesmo o tempo o interesse da indústria pelo seu potencial artístico.

### O início da carreira internacional
Um ano mais tarde, em 1995, Edyta lançou “Dotyk”, o seu primeiro álbum a solo, um registo que lhe proporcionou um reconhecimento ainda maior dentro das fronteiras polacas. O sucesso do registo foi incontestável, dado que três dias depois do seu lançamento havia já conquistado a marca do disco de ouro. As capacidades de Edyta confirmaram-se de forma ainda mais inequívoca quando foi convidada para participar na banda sonora do filme “Pocahontas” da Disney.
A segunda metade da década de 90 iniciou-se com a sua aclamação nos Fryderyc Music Awards, prestigiados prémios de música na Polónia. Edyta ganhou os prémios de Melhor Revelação e Melhor Canção para Filme. Contudo, o objectivo de Górniak continuava a ser o mercado estrangeiro, o que a levou a gravar um álbum cantado em inglês. Após o encontro com Chris Neil, que havia trabalho com Céline Dion em “Think Twice”, Edyta ficou ainda mais segura do seu potencial artístico. O primeiro single marcado pela colaboração entre os dois chegou pouco depois. “When You Come Back to Me” ficou no top10 português durante mais de seis meses, e conquistou outras marcas invejáveis em grande parte da Europa. Em meados de 1997, “Edyta Górniak”, o seu longa duração homónimo, chegou ao mercado. A segunda edição do disco incluiu até uma canção cantada em dueto com José Carreras, “Hope for Us”. A popularidade de Górniak, que até então era já considerável, cresceu ainda mais, não só na Polónia, como em toda a Europa.
A solista polaca dedicou-se desde então, e sempre mais afincadamente, aos espectáculos ao vivo. Na sequência disso mesmo, Edyta Górniak lançou o álbum “Live ‘99”, precisamente em 1999.

### A consagração
O ano de 2002 ficou marcado pelo regresso de Edyta aos discos. “Perła”, um disco duplo, apresentou canções cantadas em inglês e em polaco. Um ano depois saiu uma edição especial do álbum, uma vez mais com a partilha das línguas polaca e inglesa nas composições.
“Invisible”, um novo álbum de Edyta, chegou às lojas europeias a 31 de Março de 2003. O longa duração apresentou um alinhamento inteiramente cantado em inglês, e proclamou a continuação do sucesso de Górniak não só no velho continente, mas igualmente nos Estados Unidos, onde nos meses seguintes actuou por diversas vezes, nomeadamente em dois inesquecíveis espectáculos em Chicago, a 17 e 18 de Maio. O potencial do disco, que mistura estilos como a soul, o r&b ou a pop, reparte-se entre as canções com ritmos agitados como o single “Impossible”, ou as baladas românticas como “Hold on Your Heart”.
Edyta Górniak apresenta um historial de carreira verdadeiramente invejável. Edyta ganhou até à data cerca de 38 prémios na área da música, apareceu em 109 capas de revistas e vendeu mais de um milhão de cópias dos seus discos. O êxito de Edyta fortaleceu-se em países como a Alemanha, a Suécia, a Suíça, e Portugal, e em outras regiões do globo como na Ásia.

## Discografia

### Álbuns
- Dotyk (1995)
- Edyta Górniak (1997) / Kiss Me, Feel Me (1997)
- Live '99 (1999)
- Perła (2002) / Invisible (2003)
- E·K·G (2007)
- Zakochaj się na Święta w kolędach (2008)
- My (2012)

## Curiosidades
Ela tem suas casas em Portugal e na Polónia. Ela ama Portugal.
Ela é um dos artistas mais vendidos polonês da história musica.
Na Copa do Mundo de 2002, antes do jogo contra a Coreia do Sul, Edyta Górniak cantou o hino polonês.
Infelizmente, eles foram problemas técnicos com o trabalho dos organizadores.